# محمدرضا شریعتمدار دامغانی
میرزا محمدرضا شریعتمدار دامغانی (درگذشته نهم آذر ۱۳۰۴ خورشیدی) عالم دینی و نماینده شاهرود در دوره پنجم مجلس شورای ملی بود.
پدرش میرزا حسن مجتهد از علمای بزرگ دامغان بود. تحصیلات خود را در مشهد آغاز کرد و در نجف به پایان رساند سپس به ایران بازگشت و به تدریس و تألیف امور دینی پرداخت. برخی از تألیفات او عبارتند از: اصول دین (چاپ ۱۳۱۹ قمری)، انتباه‌نامه اسلامی (در ۱۳۲۰ قمری نوشته و در ۱۲۹۷ خورشیدی چاپ شد) و ترجمه کتاب العقائد الوثنیه فی الدیانه النصرانیه که به نام بت‌پرستی و مسیحیت کنونی از عربی به فارسی برگرداند و در ۱۳۰۲ خورشیدی به چاپ رساند. میرزا محمدرضا همچنین به فارسی و عربی شعر می‌سرود.
در انتخابات پنجمین دوره مجلس شورای ملی در سال ۱۳۰۲ به نمایندگی شاهرود انتخاب شد. همین مجلس بود که به انقراض قاجاریه و انتقال سلطنت به رضاشاه رأی داد. او در واپسین ماههای عمر مجلس پیش از آنکه دوره نمایندگی اش به پایان برسد، درگذشت.
شریعتمدار دامغانی اولین مقام رسمی در ایران است که علیه حکومت سعودی و وهابی‌ها در نشستی رسمی موضعگیری کرده و هشدار داده است. در پی حمله آل سعود به طائف و تسخیر این شهر، او در ۲۶ شهریور ۱۳۰۳ در نشست مجلس نسبت به وهابی‌ها چنین هشدار داد: 

«وهابی‌ها یک مردمانی هستند که یک از قسمت از صحراهای جزیرةالعرب را اشغال نموده و معتقد به هیچ دیانتی نیستند و پیغمبر هر قومی را شیخ آن قوم می‌دانند. در چند سال قبل هم به بین‌النهرین حمله کرده و خرابی‌های زیادی وارد آورده‌اند و مخصوصاً با مقابر متبرکه و مشاهده مقدسه ضدیت کاملی دارند و جدیداً به طائف حمله نموده و آنجا را خراب کرده و قبر ابن عباس را که در طائف بوده است ویران نموده‌اند و این طایفه با کلیه ادیان طرف هستند و می‌گویند ان العصا یضر و ینفع و ان محمداً لا یضر و لا ینفع. با این که هر یک قرآن را حرز خود و همراه دارند، مع‌هذا معتقد به دیانت اسلام نیستند فقط معتقدند که شیخشان حکم پیغمبر را دارد و شیخ هر قوم مثل پیغمبر هر قوم می‌باشد». 

او همچنین پیشنهاد داد که وزارت معارف مترجمانی استخدام کند یا با آنان قرارداد ببندد تا کتابهای علمی و فنی را ترجمه و چاپ و نشر کنند. 